# Erik Johansson (präst)
Erik Robert Johansson, född 23 februari 1972, är en svensk präst och (2019) internationell missionssekreterare i Evangeliska Fosterlandsstiftelsen (EFS).
Johansson tillbringade åtta av sina elva första år som missionärsbarn i Etiopien. Han påbörjade sångpedagogutbildning vid Musikhögskolan 1993–1994 men övergick till teologiska studier och blev teol. kand. 1999 samt prästvigdes år 2000 för Svenska kyrkan för Uppsala stift.
Johansson utsågs 2009 till missionssekreterare i EFS, där han med cirka 100 resdagar per år besöker olika missionsländer och träffar EFS lokala samarbetspartner och utlandsmissionärer.
Johansson var en av kandidaterna till biskopsvalet 2017 i Göteborgs stift.
Johansson var mellan 2000 och 2010 ordförande för Medvandrarna, ett kristet nätverk som uppmuntrar homosexuella att avstå från att leva ut sin sexualitet. Johansson beskriver sig själv som homosexuell, men har valt att leva i celibat.